# Cynthiana (Indiana)
Cynthiana – miasto w Stanach Zjednoczonych, w stanie Indiana, w hrabstwie Posey.